# Коџи Мијоши
Коџи Мијоши (јап. 三好 康児; 26. март 1997) јапански је фудбалер.

## Репрезентација
За репрезентацију Јапана дебитовао је 2019. године. За национални тим одиграо је 3 утакмице и постигао 2 гола.

## Статистика
| Јапан  | Јапан | Јапан |
| Год.   | Ута.  | Гол.  |
| ------ | ----- | ----- |
| 2019   | 3     | 2     |
| Укупно | 3     | 2     |